# Louis Renner
Louis Renner GmbH is de toonaangevende fabrikant van pianomechanieken in de wereld.. Alle Europese en de meeste Amerikaanse pianofabrikanten laten bij Renner de mechanieken voor hun duurdere en duurste instrumenten fabriceren.

## Achtergrond
Halverwege de 19e eeuw begon de constructie van de piano uit te kristalliseren, en als gevolg daarvan begonnen onder andere de mechanieken steeds meer op elkaar te lijken. Omdat het mechaniek een van de belangrijkste en meest gecompliceerde onderdelen van de piano is, was hier door middel van specialisatie hier veel aan kwaliteit te winnen, en op kosten te besparen.
Specialisatie maakte het mogelijk grote aantallen te produceren tegen lagere kosten, doordat de productie van het mechaniek, een duur en tijdrovend proces, te duur en arbeidsintensief was geworden voor de afzonderlijke pianoforte bouwers, omdat er hoge eisen aan het vakmanschap van de technici, materiaal en kennis gesteld werden. Om verbeteringen in het productieproces te kunnen bekostigen, werd specialisatie onontkoombaar, en dit was het begin van het ontstaan van toeleveranciers van onderdelen in de pianoindustrie.

## Begin
Louis Renner begon op een heel bescheiden niveau met de productie van pianomechanieken in oktober 1882. In het begin werd al het werk met de hand gedaan. In de loop van de tijd werd de productie gemoderniseerd, waarbij mechanisatie een steeds grotere rol van betekenis ging spelen.
Toen het bedrijf in 1902 het bedrijf naar een nieuwe fabriek verhuisde, had het 35 werknemers in dienst. In 1911 was dit gestegen tot 100, en moest een nieuwe vleugel aan het fabrieksgebouw toegevoegd worden. Renner was in 1906 begonnen met het produceren van hamers. Steeds meer machines werden toegepast in het productieproces, en het ambachtelijke werk werd beperkt tot de belangrijke productie stappen, en dan vooral stappen voor de kwaliteitscontrole.
Bij het begin van de Eerste Wereldoorlog was het aantal werknemers gestegen tot 175. Arbeidsbesparende methoden werden ontwikkeld, samen met de introductie van de nieuwste machines. Er werd omgeschakeld van een centrale aandrijving van de machines naar aandrijving met afzonderlijke elektromotoren. De productie werd gecompleteerd met de fabricage van vleugelmechanieken. Hiermee waren alle takken van het produceren van pianomechanieken onder één dak verenigd.
Het aantal werknemers steeg tot 400 in de jaren 30 van de twintigste eeuw, en de werkplaatsen beslogen 5000 vierkante meter. De fabriek had een eigen elektriciteitscentrale met stoomturbines en generatoren die een vermogen hadden van 410 pk, en de energie leverden voor de verlichting van het gehele gebouw en de circa 300 elektromotoren die de afzonderlijke machines aandreven.
De fabriek werd in 1944 bijna volledig verwoest, maar in 1948 werden er alweer mechanieken gefabriceerd, aanvankelijk voor het Duitstalige gebied, en later ook daarbuiten. Uitbreiding was noodzakelijk in 1960 en 1974, toen een nieuwe fabriek geopend werd in Odenheim. De volledige verwerking van het onbewerkte hout, de verlijming van de hamers en de voorassemblage van grotere onderdelen zijn hier gesitueerd. In de grote houtopslag ligt meer dan 2000 kubieke meter hout opgeslagen. In 1991 opende Renner een derde fabriek in Zeitz in de buurt van Leipzig, waar de productie van mechanieken voor buffet-piano's geconcentreerd is.
Tegenwoordig heeft Renner circa 300 werknemers, en gebruikt het de modernste computergestuurde machines bij de productie van mechanieken en onderdelen. De productie bedraagt circa 90 mechanieken voor buffet-piano's, 25 voor vleugelpiano's en 150 sets hamers. De firma heeft sinds 1882 meer dan 2 miljoen mechanieken geproduceerd. Het grootste deel van de mechanieken worden ontworpen door de eigen research afdeling, maar ook volgens specificatie van klanten.

## Reparatie
In 1952 breidde Renner zijn dienstenpakket uit met reparatie van bestaande mechanieken, en de levering van reserveonderdelen en accessoires. De bestaande onderdelen afdeling werd uitgebreid en een groot onderdelenmagazijn werd in gebruik genomen.

## Klanten
De grootste fabrikant van buffet-piano's en vleugels, Wilhelm Schimmel in Braunschweig is de grootste klant. Verder worden de mechanieken exclusief toegepast door gerenommeerde merken als de Hamburgse vestiging van Steinway & Sons, Fazioli in Italië, Bösendorfer in Oostenrijk, Grotrian-Steinweg, Bechstein, Ibach, Feurich, Seiler, Sauter, Steingräber & Söhne, Pfeiffer, Leipziger Pianofortefabrik, Zimmermann, Steinberg, Blüthner, August Förster, met andere woorden alle bekende Duitse pianobouwers. Verder levert Renner aan andere Europese pianobouwers van naam, zoals Rameau, Pleyel, Petrof, ERA Seidl, Calisia, Legnica en in Azië aan Daewoo, Samick, Young Chang en Kawai. In Amerika levert Renner aan Baldwin Charles Walter en Mason & Hamlin.